# Grzegorz (województwo kujawsko-pomorskie)
Grzegorz – wieś w Polsce położona w województwie kujawsko-pomorskim, w powiecie toruńskim, w gminie Chełmża.
Według Narodowego Spisu Powszechnego (III 2011 r.) liczyła 134 mieszkańców. Jest 22. co do wielkości miejscowością gminy Chełmża. Teren wsi leży na wysoczyźnie morenowej o charakterze gliniasto-piaszczystym.

## Historia
Początkowo wieś była nazywana jako: Grego (1398 r.), następnie Falkenstein (niem., 1867 r.). Od 1398 do 1421 roku miejscowość stanowiła folwark Zakonu w komturstwie papowskim. Według danych z 1398 roku w miejscowości hodowano owce (596 sztuk) oraz konie (39 sztuk). W XVI wieku wraz z Papowem Biskupim oraz Nowym Dworem Królewskim wieś przeszła na własność biskupa. W XVII wieku we wsi znajdował się las. W 1882 roku we wsi zamieszkiwało 112 katolików oraz 25 ewangelików. W miejscowości znajduje się kościół pod wezwaniem Świętego Andrzeja Boboli. W roku 1921 rozpoczęto budowę kaplicy parafialnej. Dwa lata później ks. Ziemkowski odprawił pierwszą mszę.
W latach 1954–1959 wieś należała i była siedzibą władz gromady Grzegorz, po jej zniesieniu w gromadzie Zelgno. W latach 1975–1998 miejscowość administracyjnie należała do województwa toruńskiego.